# Steningekusten
Steningekusten är ett naturreservat i Steninge socken i Halmstads kommun med en mindre del i Eftra socken i Falkenbergs kommun i Halland.
Steningekusten är det nya namnet på de gamla naturreservaten Stensjöstrand och Steninge. Naturreservaten bildades 1966 och 1970. De slogs samman 2012 och omfattar numera 208 hektar, varav 159 ingick i Stensjöstrand. Området sträcker sig längs kusten norr om Steninge, mellan kustvägen och havet. Här finns öppen kusthed med stenstränder, sandmarker, klapperstensfält, klippor och mindre områden med lövträd. På betesmarkerna finns i norr islandshästar och i söder betar får.
Inom Steningekustens naturreservat kan man få syn på fem av Sveriges sex kräldjursarter: hasselsnok, huggorm, snok, kopparödla och skogsödla. De är alla fridlysta i hela landet. Bland arter som växer på de fuktigare delarna finns klockljung och myrlilja, medan det finns trift, borsttåtel och backtimjan på de torrare delar. Bland fåglar som häckar i området finns ejder, fiskmås och trutarter. Även alkonblåvinge återfinns här